# Khairol Yaakub
Khairol Anwar Yaakub (ur. 27 marca 1987) – brunejski piłkarz występujący na pozycji napastnika, reprezentant Brunei, w którym to grał w 2008 roku.

## Kariera klubowa
Yaakub karierę klubową rozpoczął w 2004 roku w rodzimym klubie DPMM FC Jerudong, którego barwy reprezentuje do dzisiaj (26 lipca 2012).

## Kariera reprezentacyjna
Yaakub grał w reprezentacji w 2008 roku. Wystąpił w dwóch oficjalnych meczach, nie strzelając ani jednej bramki.